# Етел Аднан
Етел Аднан (арап. إيتيل عدنان; Бејрут, 24. фебруар 1925 — Париз, 14. новембар 2021) била је либанско-америчка књижевница. Године 2003. MELUS: Multi-Ethnic Literature of the United States описао ју је као „вероватно најславнију и најуспешнију арапско-америчку књижевницу данашњице”.
Поред свог књижевног стваралаштва, радила је ликовна дела у разним медијима, као што су уљане слике, филмови и таписерије, који су били изложени у галеријама широм света.

## Биографија
Рођена је 24. фебруара 1925. у Бејруту. Мајка јој је била православна Гркиња из Смирне, а отац сунитски Турчин из Дамаска. Баба по оцу јој је била Албанка. Образовала се на француском језику, а током детињства је научила и енглески.
Отворено се изјашњавала као лезбијка. Живела је у Паризу и Сосалиту. Преминула је 14. новембра 2021. у Паризу, када је имала 96 година.